# Волков, Юрий Николаевич (легкоатлет)
Юрий Николаевич Волков (1 февраля 1940, Иркутск — 23 октября 2020, там же) — советский и российский тренер по лёгкой атлетике. Мастер спорта СССР международного класса. Заслуженный тренер СССР (1981).

## Биография
Юрий Николаевич Волков родился 1 февраля 1940 года в Иркутске. В юности занимался прыжками с шестом. После переезда в Донецк выиграл чемпионат Украинской ССР. В 1967 году стал бронзовым призёром чемпионата СССР.
В 1974 году вернулся в Иркутск, где стал работать тренером. С 1979 по 1983 год был старшим тренером сборной СССР по прыжкам с шестом. С 1985 по 2000 год тренировал спортсменов в Киеве, Краснодаре, Австралии, Мексике, США. В 2000 году вернулся работать в Иркутск.
В последнее время работал тренером в Иркутской областной специализированной детско-юношеской школы олимпийского резерва.
За свою тренерскую карьеру подготовил 3 заслуженных мастеров спорта СССР, 26 мастеров спорта международного класса, 103 мастера спорта. Среди его воспитанников:
- Константин Волков — серебряный призёр Олимпийских игр 1980 года, чемпион Европы в помещении 1980 года[3],
- Александр Крупский — чемпион Европы 1982 года,
- Владимир Поляков — чемпион Европы по лёгкой атлетике в помещении 1983 года,
- Александр Авербух — двукратный чемпион Европы (2002, 2006),
- Владимир Сергиенко — бронзовый призёр чемпионата Европы в помещении 1978 года[4],
- Денис Петушинский — двукратный чемпион России[5][6]

### Семья
Был женат на Зое Степановне Волковой (1940—2015), заслуженном тренере России (легкая атлетика).
Сын — Константин (род. 1960), дочь Татьяна (род. 1961), дочь Ирина.